# 八宝树小煤炱
八宝树小煤炱（学名：Meliola duabangae）是属于小煤炱目小煤炱科小煤炱属的一种真菌，寄生在八宝树上。该种分布于中国。